# Vela nos Jogos Pan-Americanos de 2003 - Mistral feminino
As regatas da classe Mistral feminino da vela nos Jogos Pan-Americanos de 2003 foram disputadas em Santo Domingo, República Dominicana.

## Medalhistas
| Ouro   | USA Lanee Butler     |
| Prata  | CAN Dominique Vallée |
| Bronze | ARG Catalina Walther |

## Resultados
| Pos.              | Atleta                 | Regata | Regata | Regata | Regata | Regata | Regata | Regata | Regata | Regata | Regata | Regata | Regata | Pontos | Pontos |
| Pos.              | Atleta                 | 1      | 2      | 3      | 4      | 5      | 6      | 7      | 8      | 9      | 10     | 11     | 12     | Tot.   | Net    |
| ----------------- | ---------------------- | ------ | ------ | ------ | ------ | ------ | ------ | ------ | ------ | ------ | ------ | ------ | ------ | ------ | ------ |
| Medalha de ouro   | Lanee Butler (USA)     | 2      | 1      | 1      | 1      | 1      | 2      | 1      | 1      | 1      | 1      | (DNS)  | (DNS)  | 28     | 12     |
| Medalha de prata  | Dominique Vallée (CAN) | 1      | 3      | 3      | 3      | (4)    | (4)    | 3      | 2      | 2      | 4      | 1      | 2      | 32     | 24     |
| Medalha de bronze | Catalina Walther (ARG) | (5)    | 2      | 5      | 2      | 3      | (DSQ)  | 2      | 3      | 5      | 2      | 3      | 3      | 43     | 30     |
| 4                 | Anayansi Pérez (CUB)   | 4      | 4      | (6)    | 4      | (5)    | 1      | 4      | 4      | 3      | 3      | 4      | 1      | 43     | 32     |
| 5                 | Carolina Borges (BRA)  | 3      | (6)    | 2      | (5)    | 2      | 3      | 5      | 5      | 4      | 5      | 2      | 4      | 46     | 35     |
| 6                 | Rosa Campos (MEX)      | (6)    | 5      | 4      | (6)    | 6      | 5      | 6      | 6      | 6      | 6      | 5      | 5      | 66     | 54     |
| 7                 | Karen Schweikart (CHI) | (DNF)  | (DNF)  | 7      | 7      | 7      | DNS    | 7      | 7      | DNF    | DNS    | 6      | DNS    | 89     | 73     |

Legenda
| Recorde mundial      | Recorde mundial (World record)               |                       | Recorde africano                      | Recorde africano (African) |                                           | Q | Classificado por posição (Qualified) |
| Recorde olímpico     | Recorde olímpico (Olympic record)            | Recorde da América    | Recorde da América (Americas)         | q                          | Classificado por melhor tempo (Qualified) |   |                                      |
| Melhor marca do ano  | Melhor marca do ano (World leading)          | Recorde asiático      | Recorde asiático (Asian)              | DNS                        | Não largou (Did not start)                |   |                                      |
| Recorde nacional     | Recorde nacional (National record)           | Recorde europeu       | Recorde europeu (European)            | DNF                        | Não terminou (Did not finish)             |   |                                      |
| Recorde pessoal      | Recorde pessoal do atleta (Personal best)    | Recorde da Oceania    | Recorde da Oceania (Oceania)          | DSQ / DQ                   | Desclassificado (Disqualified)            |   |                                      |
| Recorde da temporada | Recorde da temporada do atleta (Season best) | Recorde sul-americano | Recorde sul-americano (South America) | NM                         | Sem marca (No mark)                       |   |                                      |

### Vela
| M   | Regata da Medalha da qual só participam os dez primeiros colocados das regatas anteriores  |  |  | CAN | Regata cancelada |
| BFD | Desclassificado por bandeira preta (Black Flag Disqualified)                               |  |  |     |                  |
| UFD | Desclassificado por bandeira "U" (U Flag Disqualified)                                     |  |  |     |                  |
| OCS | Largada queimada (On the Course Side of the starting line)                                 |  |  |     |                  |
| DNE | Desclassificação sem eliminação (infração a um item do regulamento da prova – Did Not End) |  |  |     |                  |